# Film1
Film1 is een Nederlandse premium filmservice met recente bioscoopfilms via video on demand en op vier digitale televisiezenders, voor een vast bedrag per maand. Film1 is onderdeel van Sony Pictures Television.

## Video on demand-dienst
Het aanbod van Film1 is on demand beschikbaar op:
- Smartphone of tablet via de Film1-apps voor iOS en Android (met mogelijkheid tot streamen naar tv via Chromecast en AirPlay)
- PC, Mac of laptop via de Film1-website
- Settopboxen van diverse digitale tv-aanbieders
- PlayStation 4, PlayStation 3 en Android TV

## Tv-zenders
Via lineaire digitale televisie zendt Film1 vier gethematiseerde kanalen uit:
- Film1 Premiere
- Film1 Action
- Film1 Family
- Film1 Drama

## Oprichting
Film1 ging gezamenlijk met Sport1 op 1 februari 2006 van start als opvolger van Canal+. Het biedt vier filmkanalen aan, waarop Nederlandse en internationale producties veelal hun tv-première beleven. Op 10 oktober 2014 gaf de Europese Commissie toestemming voor de overname van Ziggo door Liberty Global. Liberty Global fuseerde UPC en Ziggo tot Ziggo, maar moest Film1 verkopen, aangezien het ook 50% van HBO Nederland in handen had. Film1 was eerst ondergebracht bij Chellomedia Programming BV (thans Liberty Global Content Netherlands B.V. en Liberty Global CM BV). Later werd het verkocht aan Sony Pictures Television en is hiertoe een aparte entiteit opgezet: Film1 b.v. Deze is na de overname opgenomen in Sony Pictures Entertainment Benelux B.V., een Sony-deelneming. Sinds 1 augustus 2019 is Film1 overgenomen door SPI International.

## Overname
Sony Pictures Television kondigde op 27 maart 2015 de overname van Film1 aan van Liberty Global, de eigenaar van Ziggo. De feitelijke overname door Sony Pictures Television heeft op 21 juli na toestemming van de Europese Commissie plaatsgevonden.
Op 1 mei 2019 werd bekendgemaakt dat Sony per 1 augustus zal gaan stoppen met Film1. Op 17 juni 2019 werd het duidelijk dat Film1 een doorstart zal maken. SPI International heeft Film1 overgenomen.